# Thalassodrilus prostatus
Thalassodrilus prostatus är en ringmaskart som först beskrevs av Knöllner 1935.  Thalassodrilus prostatus ingår i släktet Thalassodrilus och familjen glattmaskar. Arten är reproducerande i Sverige. Inga underarter finns listade i Catalogue of Life.